# Sing for Absolution
«Sing for Absolution» —en español: “Canta para la absolución”— es una canción de la banda británica de rock alternativo Muse, de su tercer álbum, Absolution. Fue lanzado en mayo de 2004 como el cuarto sencillo de ese álbum, alcanzando el puesto #16 en el UK Singles Chart. La canción también aparece en el DVD Absolution Tour. Una versión acústica de la canción sirve como un lado B del sencillo de «Butterflies and Hurricanes».

## Composición
«Sing for Absolution» está compuesta en la tonalidad de Re menor, y se mueve a un ritmo lento de 86 bpm. El rango vocal de la canción se extiende de G3 a A4. Cuando se toca en vivo, la canción es tocada medio tono abajo, en Do sostenido menor.
El baterista Dominic Howard ha dicho que la canción trata de encontrar la absolución a través del canto y la escritura musical.

## Video
Este video fue producido por ARK de Sheffield, Reino Unido y publicado en mayo de 2004. Representa a un planeta poblado civilizado, probablemente una nueva tierra en la que los seres humanos se han asentado. El punto de vista de la cámara comienza con una ciudad, posiblemente Londres, que dispara misiles afuera. A la izquierda, se ven enormes paredes de hielo que sugieren la vanguardia de un glaciar. Este es el objetivo aparente de las armas. Muse se muestran después de estar en una nave espacial futurista muy grande que es lanzada al espacio. Al salir de la atmósfera, pasan por desechos espaciales y una enorme pantalla de vídeo que cuenta con una mujer hermosa, sonriendo tímidamente junto con el mensaje: “Esté preparado… la era de hielo está llegando”.
Cohetes de Muse a continuación, los muelles con un "Cryo Módulo", que en una versión extendida del video revela que se trata de cientos de viviendas de personas en estado de suspensión criogénica. Se podría especular que la misión de Muse es poblar su planeta de destino. La nave y su módulo adjunto entran en un agujero de gusano-como hiperimpulsor y finalmente se sale a un campo de asteroides por encima de un planeta de color naranja. El piloto (Bellamy) dirige la nave para evitar chocar con los asteroides, pero no puede evitar por completo uno grande con el que choca el módulo de crio, dañando el cuello de acoplamiento y el envío de un poco fuera de control. El módulo de crio es individual, y la velocidad de la nave aumenta al entrar en la atmósfera de color naranja del planeta. Los frenos de la nave fallan y se estrellan, deslizándose una distancia muy grande a velocidad increíble. Muse están al lado visto de pie en un acantilado con vistas sobre un paisaje de gran tamaño. A medida que la cámara se aleja, las Casas del Parlamento y el Big Ben en Londres se pueden ver, completamente en ruinas enterradas debajo de grandes colecciones de la suciedad y la arena. Se puede especular que son los últimos supervivientes restantes en el planeta, sin embargo, la imagen final del módulo crio flotando a la deriva en el espacio implica que el último superviviente de los seres humanos son en realidad los que están dentro congelados izquierda, que termina el video con una nota irónica oscuro.

## Lista de canciones

### CD, vinilo, cardsleeve de Benelux
| N.º | Título                                       | Duración |  |
| 1.  | «Sing for Absolution» (Full Length US Remix) | 5:01     |  |
| 2.  | «Fury»                                       | 4:59     |  |

### DVD
| N.º | Título                              | Duración |  |
| 1.  | «Sing for Absolution» (Video)       | 4:57     |  |
| 2.  | «Sing for Absolution» (Audio)       | 5:54     |  |
| 3.  | «Sing for Absolution» (Video)       |          |  |
| 4.  | «Big Day Off» (Making of the Video) |          |  |

### BX box set
| BX CD1 |                                                   |          |  |
| N.º    | Título                                            | Duración |  |
| 1.     | «Sing for Absolution» (Radio Edit)                | 3:44     |  |
| 2.     | «Bliss» (Live in Ahoy, November 6th, 2003)        | 4:05     |  |
| 3.     | «Sunburn» (Live in Ahoy, November 6th, 2003)      | 4:08     |  |
| 4.     | «Feeling Good» (Live in Ahoy, November 6th, 2003) | 3:31     |  |

| BX DVD2 |                                               |          |  |
| N.º     | Título                                        | Duración |  |
| 1.      | «Sing for Absolution» (Album Version) (Audio) | 4:54     |  |
| 2.      | «Time Is Running Out» (Video)                 | 3:56     |  |
| 3.      | «Hysteria» (Video)                            | 3:47     |  |
| 4.      | «Sing for Absolution» (Video)                 | 4:57     |  |

| BX CD3 |                              |          |  |
| N.º    | Título                       | Duración |  |
| 1.     | «Sing for Absolution» (Live) | 4:50     |  |
| 2.     | «Time Is Running Out» (Live) | 4:15     |  |
| 3.     | «Ruled by Secrecy» (Live)    | 4:52     |  |
| 4.     | «The Small Print» (Live)     | 3:47     |  |

### AU CD/DVD
| CD  |                                              |          |  |
| N.º | Título                                       | Duración |  |
| 1.  | «Sing for Absolution» (Full Length US Remix) | 5:01     |  |
| 2.  | «Fury»                                       | 4:59     |  |

| DVD |                                             |          |  |
| N.º | Título                                      | Duración |  |
| 1.  | «Sing for Absolution» (Video)               | 4:57     |  |
| 2.  | «Sing for Absolution» (Audio)               | 4:54     |  |
| 3.  | «Sing for Absolution» (Making of the Video) |          |  |
| 4.  | «Big Day Off» (Video)                       |          |  |
| 5.  | «Artwork Gallery»                           |          |  |

### Promocionales
| N.º | Título                                | Duración |  |
| 1.  | «Sing for Absolution» (Radio Edit)    | 3:43     |  |
| 2.  | «Sing for Absolution» (Album Version) | 4:56     |  |

### CD promocional de Alemania
| N.º | Título                | Duración |  |
| 1.  | «Sing for Absolution» | 4:54     |  |

### CD-R promocional de Alemania
| N.º | Título                             | Duración |  |
| 1.  | «Sing for Absolution» (Radio Edit) | 3:47     |  |

### VHS promocional, DVD promocional de EE.UU.
| N.º | Título                | Duración |  |
| 1.  | «Sing for Absolution» | 4:57     |  |